# Phalangium rubens
Phalangium rubens is een hooiwagen uit de familie echte hooiwagens (Phalangiidae).